# Portada/article novembre 28

## Nebulosa planetària
Una nebulosa planetària és una nebulosa d'emissió formada per gas incandescent i plasma ionitzat en expansió expulsat durant la fase de branca asimptòtica de les gegants, és a dir, un objecte astronòmic gasós format a partir de l'expulsió de les capes externes d'una estrella de massa baixa o intermèdia durant l'etapa final de la seva vida. Aquest nom es va originar amb el seu primer descobriment en el segle xviii a causa del fet que, observades amb petits telescopis òptics, semblaven similars als planetes gegants del sistema solar. L'estrella inicial, que queda a la part central de la nebulosa, es converteix en una nana blanca que al final s'acaba refredant fins a perdre la seva energia tèrmica residual. El límit superior en massa per a passar per aquesta etapa de l'evolució estel·lar és de 8 masses solars.